# Pampa (formacja roślinna)

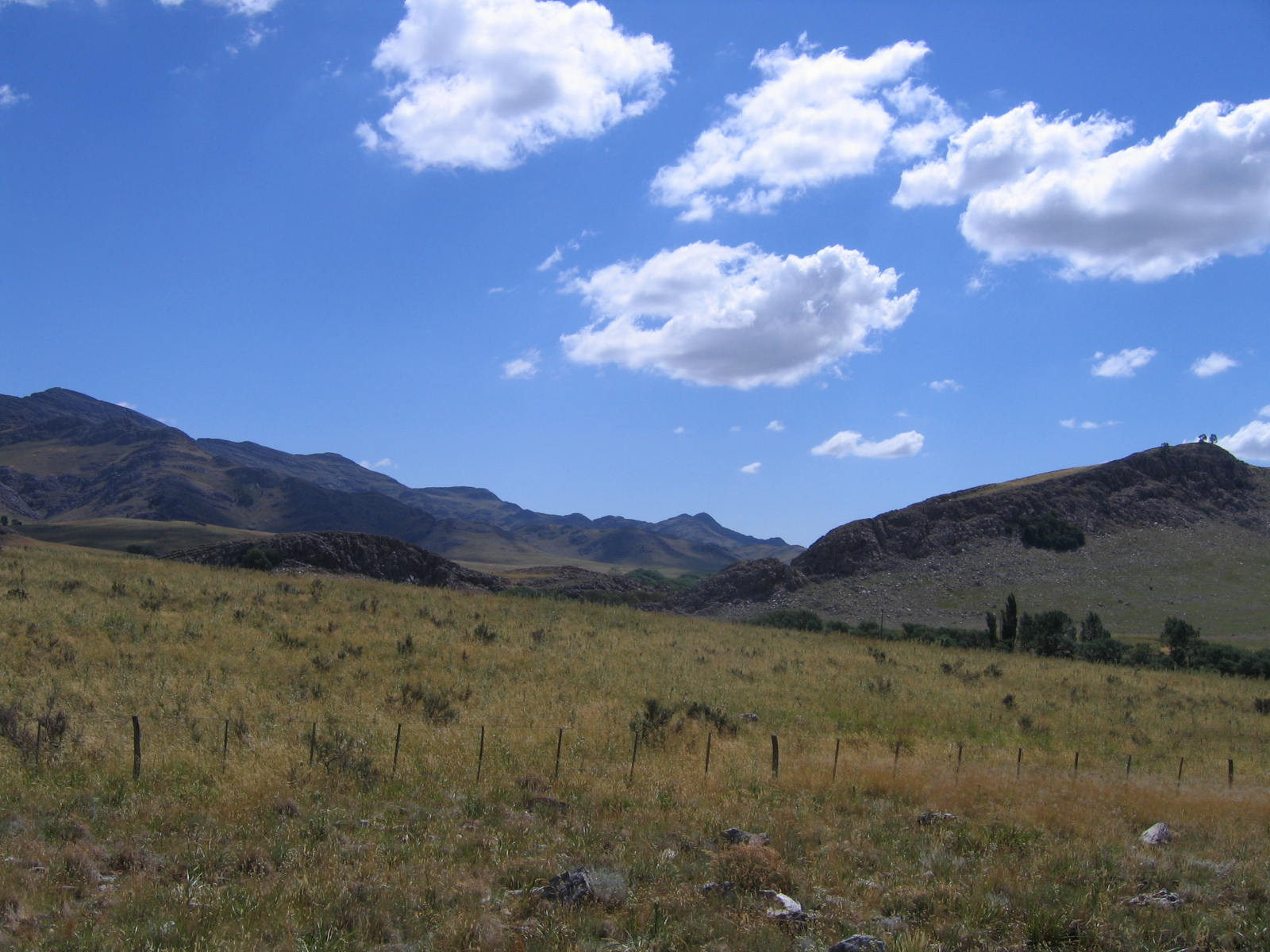
Pampa pagórkowa w rejonie Pigüé

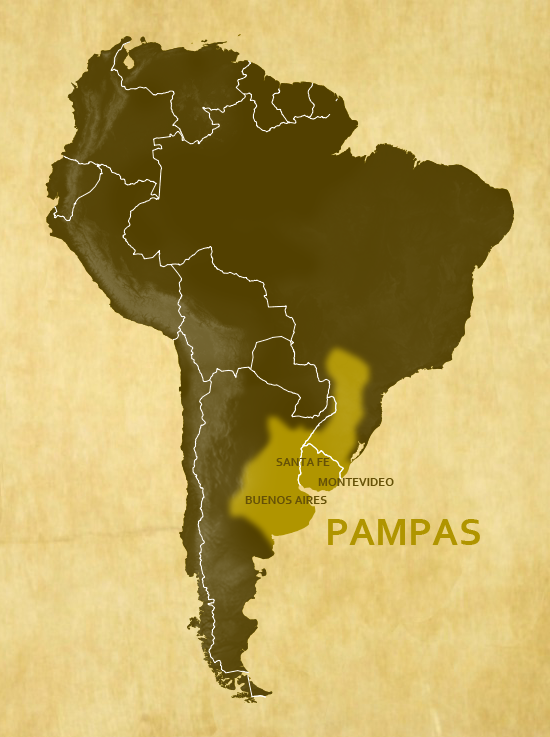
Zasięg występowania pampy

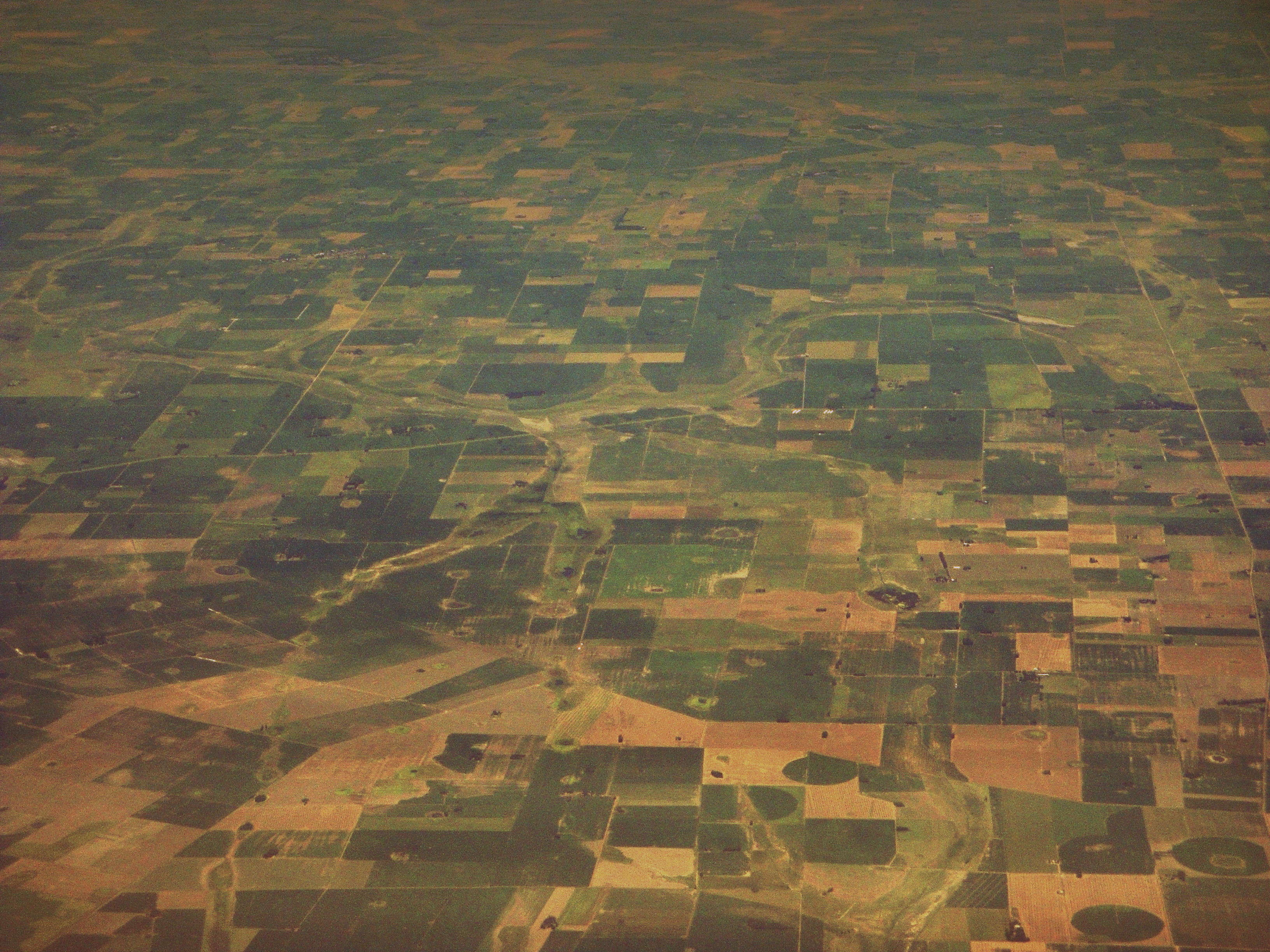
Intensywnie użytkowane rolniczo obszary w zasięgu dawnej pampy równinnej

Pampa (z języka keczua) – formacja roślinna o charakterze stepowym tj. z dominacją traw, ale też udziałem zarośli. Stanowiła największy kompleks roślinności trawiastej na półkuli południowej zajmując około 700 tys. km² w Ameryce Południowej – we wschodniej Argentynie, w Urugwaju i południowo-wschodniej Brazylii. W środkowej części rozcina ją rozległe estuarium La Platy. Niemal w całości formacja ta została zamieniona w obszary rolnicze i zurbanizowane.
W obrębie formacji wyróżnia się wilgotną pampę równinno-trawiastą i bardziej suchą pampę pagórkową z udziałem kolczastych zarośli, stanowiące odrębne ekoregiony w klasyfikacji WWF.

## Obszar występowania
Wilgotna pampa równinno-trawiasta występuje w północno-wschodniej Argentynie, między estuarium La Platy na północy i zatoką Bahía Blanca na południu. Zasięg formacji obejmuje znaczną część prowincji Buenos Aires pokrywając ok. 240 tys. km². Pampa pagórkowa rozprzestrzeniona jest dalej na północy obejmując Urugwaj i południową Brazylię po pasmo Serra Geral na Wyżynie Brazylijskiej. W Argentynie wykształca się w paśmie Sierra de la Ventana w obrębie prowincji Buenos Aires, a poza tym obejmuje prowincje La Pampa, San Luis i Córdoba, obejmując w tym kraju ok. 330 tys. km². W sumie areał pampy we wszystkich trzech krajach wynosi ok. 700 tys. km². W szerokim ujęciu areał formacji określany bywa nawet na 1,5 mln km² ze względu na nieostrą granicę z suchymi formacjami zaroślowymi i półpustynnymi na zachodzie i północnym zachodzie oraz włączanie tu rozległych mokradeł słodko- i słonowodnych.

## Warunki kształtowania się
Pampa równinna wykształca się na nisko położonych obszarach, zwykle do ok. 500 m n.p.m. Średnioroczne opady wynoszą tu od 600 do 1000 mm, a temperatury od 14 do 17 °C. Obszar ten z powodu równinnej rzeźby jest odwadniany wolno płynącymi rzekami i obfituje w słodkowodne i słone mokradła. Pampa pagórkowa osiąga w północnej części swego zasięgu temperatury do 19 °C i nawet większe opady (od 700 do 1300 mm), ale zasadniczo w zachodniej i południowej części swego areału jest znacznie suchsza, a opady na ogół nie przekraczają 700 mm. Ewapotranspiracja przewyższa na ogół (poza strefą bliższą wybrzeży) wielkość opadów. Temperatury zimowe mieszczą się w zasięgu pampy w zakresie od 6 do 14 °C, a latem od 20 do 26 °C. Na północy maksymalne temperatury letnie mogą osiągać nawet 40 °C. W okresie zimowym występują przygruntowe przymrozki. Pampa pagórkowa pokrywa także pasma górskie – Sierra de Córdoba i Sierra de la Ventana. W kierunku południowym, zachodnim i północno-zachodnim pampa przechodzi w suche i kolczaste zarośla espinales oraz półpustynie, poza którymi dalej na południu rozciągają się stepy patagońskie. Na północy, w obrębie Wyżyny Brazylijskiej, pampa kontaktuje się z formacjami leśnymi – z mezofitycznymi lasami międzyzwrotnikowymi i lasami araukariowymi.
Gleba na znacznej części obszaru jest w typie czarnoziemów utworzona z lessów pochodzenia wulkanicznego – ciemnobrązowa, o gruzełkowatej strukturze, z głębokim poziomem próchnicznym sięgającym ok. 40 cm. Zawartość materii organicznej spada od ok. 4% w górnej części profilu do 1–2% na głębokości ok. 70 cm. Głębiej występują gliny i skały węglanowe. Odczyn jest słabo kwaśny w górze profilu i słabo zasadowy w głębi. W zachodniej części formacji występują gleby piaszczyste, a w górach płytkie gleby szkieletowe. W obniżeniach terenowych wykształcają się gleby słone. Zasolenie gleb w zachodniej części obszaru powodowane jest także przez sole nawiewane tu z występujących dalej na zachodzie i północnym zachodzie terenów pustynnych.
Formacja utrzymywała się najwyraźniej w obszarze od dawna, o czym świadczą znajdowane tu skamieniałości fauny – przynajmniej trwała przez cały plejstocen.

## Szata roślinna
Współcześnie niemal zupełnie zniszczona pierwotna pokrywa roślinna pampy cechowała się wielkim zróżnicowaniem gatunkowym – samych traw rosło tu ok. tysiąca gatunków, a innych roślin zielnych kolejny tysiąc. Występowały tu rozległe zbiorowiska z trawami osiągającymi tak okazałe rozmiary, że przesłaniać mogły nawet jeźdźca na koniu. Wśród traw występowały także wielogatunkowe zbiorowiska kwiecistych ziołorośli. Pierwotnie praktycznie nie występowały tu drzewa, poza lasami galeriowymi wzdłuż rzek i lokalnie niewielkimi drzewami wkraczającymi z sąsiadujących suchych formacji zaroślowo-leśnych (z takich rodzajów jak: wiązowiec Celtis, jadłoszyn Prosopis, Geoffroea i Fagara). Mimo braku miejscowej flory drzew, świadczącej o długotrwałym rozwoju roślinności bezdrzewnej, sadzone i uprawiane drzewa rosną tu dobrze (a introdukuje się ich tu współcześnie wiele, różnorodnych i z różnych kontynentów). Każdorazowo jednak w celu uprawy wymagają interwencji – drzewa nie są w stanie same kiełkować w zwartej i grubej darni pampy.
Specyficzny charakter pampie nadawały okazałe, kępiaste trawy, w tym zwłaszcza z rodzaju perłówka Melica. Dominantami w zbiorowiskach trawiastych pampy równinnej były m.in. takie gatunki jak: Melica brasiliana, Nassella neesiana, N. hyalina, N. tenuissima, N. filiculmis, N. trichotoma, Jarava plumosa, Jarava filifolia, Bothriochloa laguroides, Panicum bergii, Panicum urvilleanum, Paspalum plicatulum, Amelichloa brachychaeta, Piptochaetium montevidense, Piptochaetium napostaense, Poa ligularis, Aristida murina. Między kępami traw rosły ciborowate i rośliny dwuliścienne.
Rodzaje zielnych roślin dwuliściennych najbardziej rozpowszechnione na pampie to: Adesmia, aster Aster, Berroa, Chaptalia, Chevreulia, Gamochaeta, marchew Daucus, Micropsis, szczawik Oxalis, wyka Vicia. Nielicznie rosną tu półkrzewy i krzewy z takich rodzajów jak: Baccharis, Heimia, Margyricarpus, sadziec Eupatorium.
Zbiorowiska z niskimi trawami związane były z glebami węglanowymi i dominowały w nich takie gatunki jak: Distichlis scoparia, D. spicata, ale też osiągające do 1,5 m wysokości Hordeum stenostachys. Z kolei w wilgotnych zagłębieniach dominują turzyce, a na słonych mokradłach gatunki z rodzajów: łoboda Atriplex, uboczka Larrea, sodówka Suaeda i Tricomaria.
Wśród traw pampy pagórkowej wyróżnia się rozmiarami m.in. kortaderia pampasowa Cortaderia selloana. Liczniej niż na pampie równinnej rosną tu trawy kserofityczne (np. Nassella tenuissima i N. trichotoma), natomiast niemal brak tu ziół dwuliściennych. Poza tym zbiorowiska trawiaste tworzą tu: Paspalum notatum, Axonopus compressus, Sporobolus junceus, sorgo dwubarwne Sorghum bicolor, Eragrostis neesii.
W pampie pagórkowej występują także niskie zarośla tworzone przez zwykle cierniste krzewy z takich gatunków i rodzajów jak: erytryna grzebieniasta Erythrina crista-galli, akacja Farnesa Acacia farnesiana, Prosopis affinis, Schinus polygama, Discaria americana, berberys Berberis, mimoza Mimosa, Colletia, Baccharis.
Kompozycja gatunkowa zmienia się nie tylko wraz ze spadkiem wilgotności w kierunku zachodnim, ale też występują istotne różnice między południem i północą, gdzie znaczny udział w pampie mają wysokie gatunki subtropikalne.
Największe zmiany w zbiorowiskach pampy nastąpiły wraz z przybyciem tu Europejczyków. Zachowane płaty roślinności trawiastej zostały silnie przekształcone z powodu introdukowania do nich i zdominowania ich przez europejskie trawy oraz rośliny motylkowe – koniczyny Trifolium, nostrzyki Melilotus i komonice Lotus.

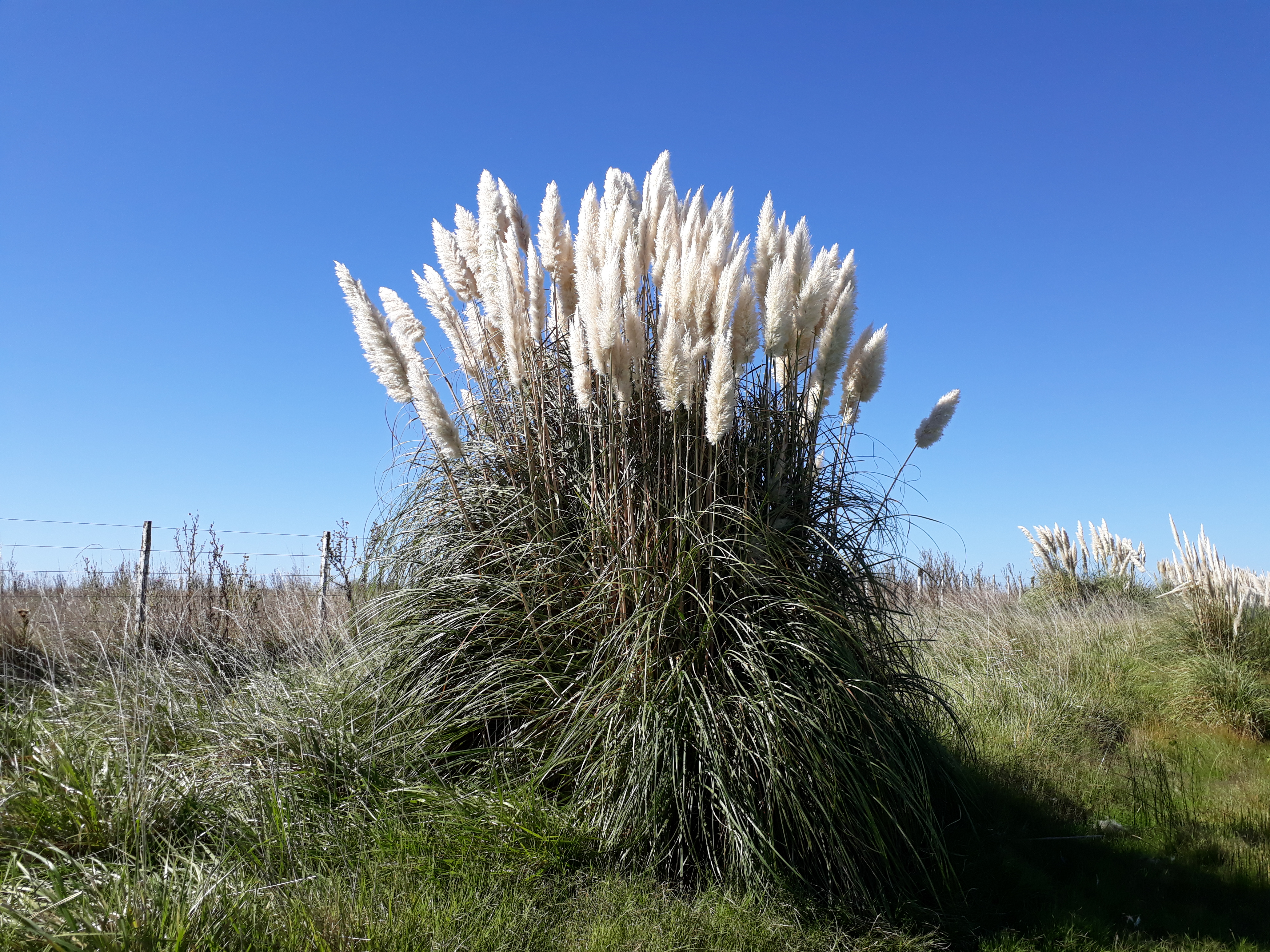
Kortaderia pampasowa
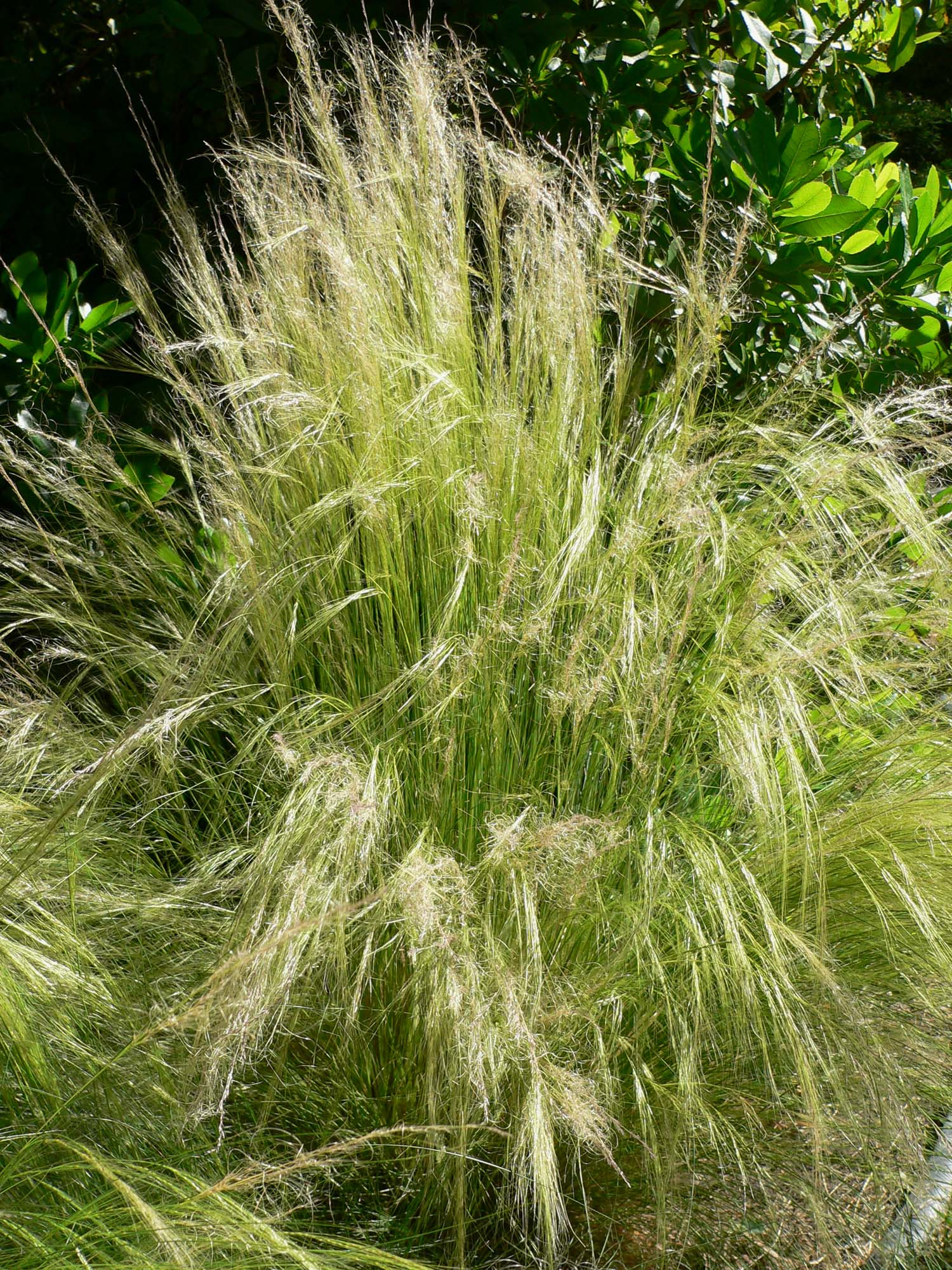
Nassella tenuissima
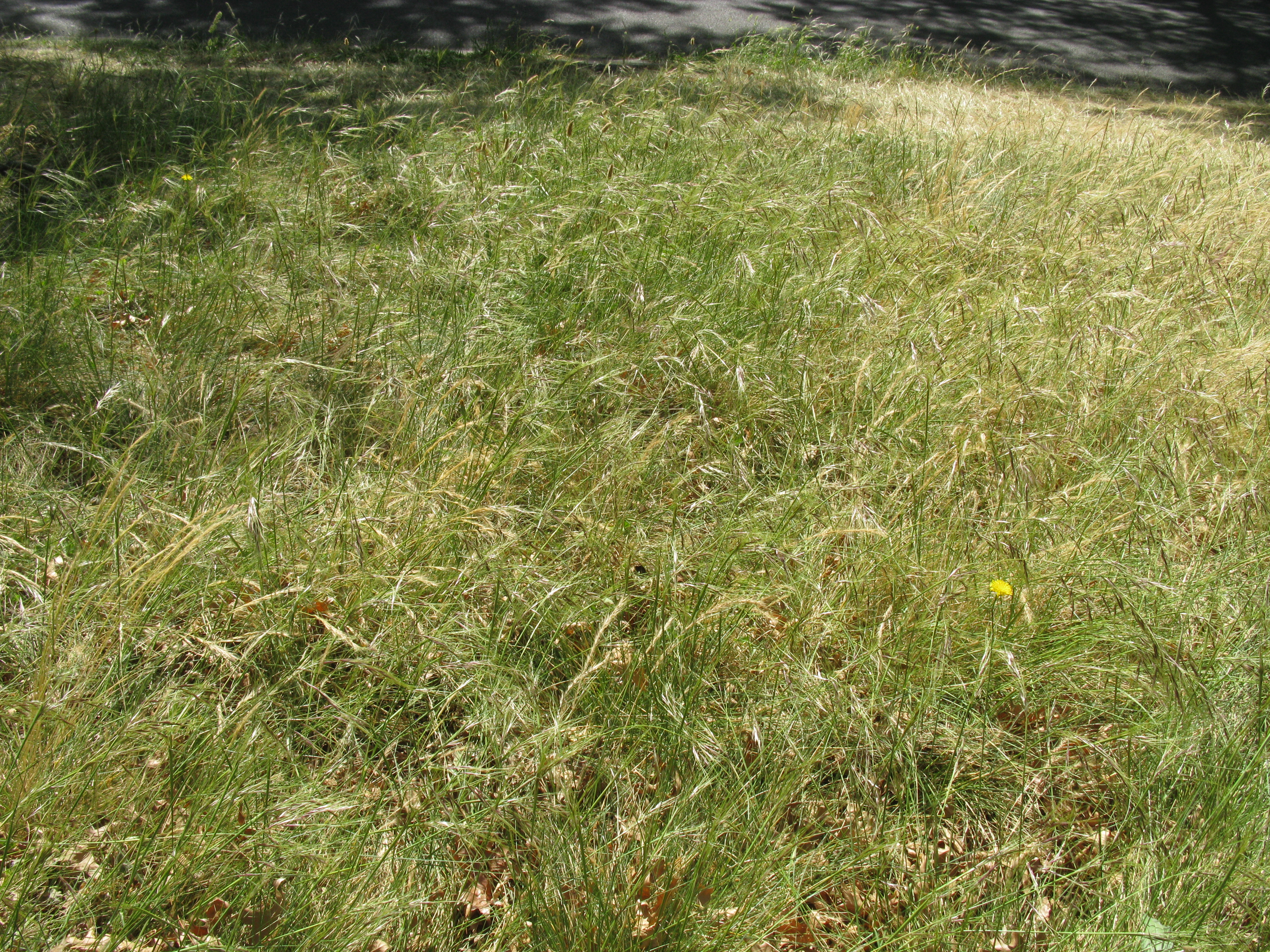
Nassella neesiana
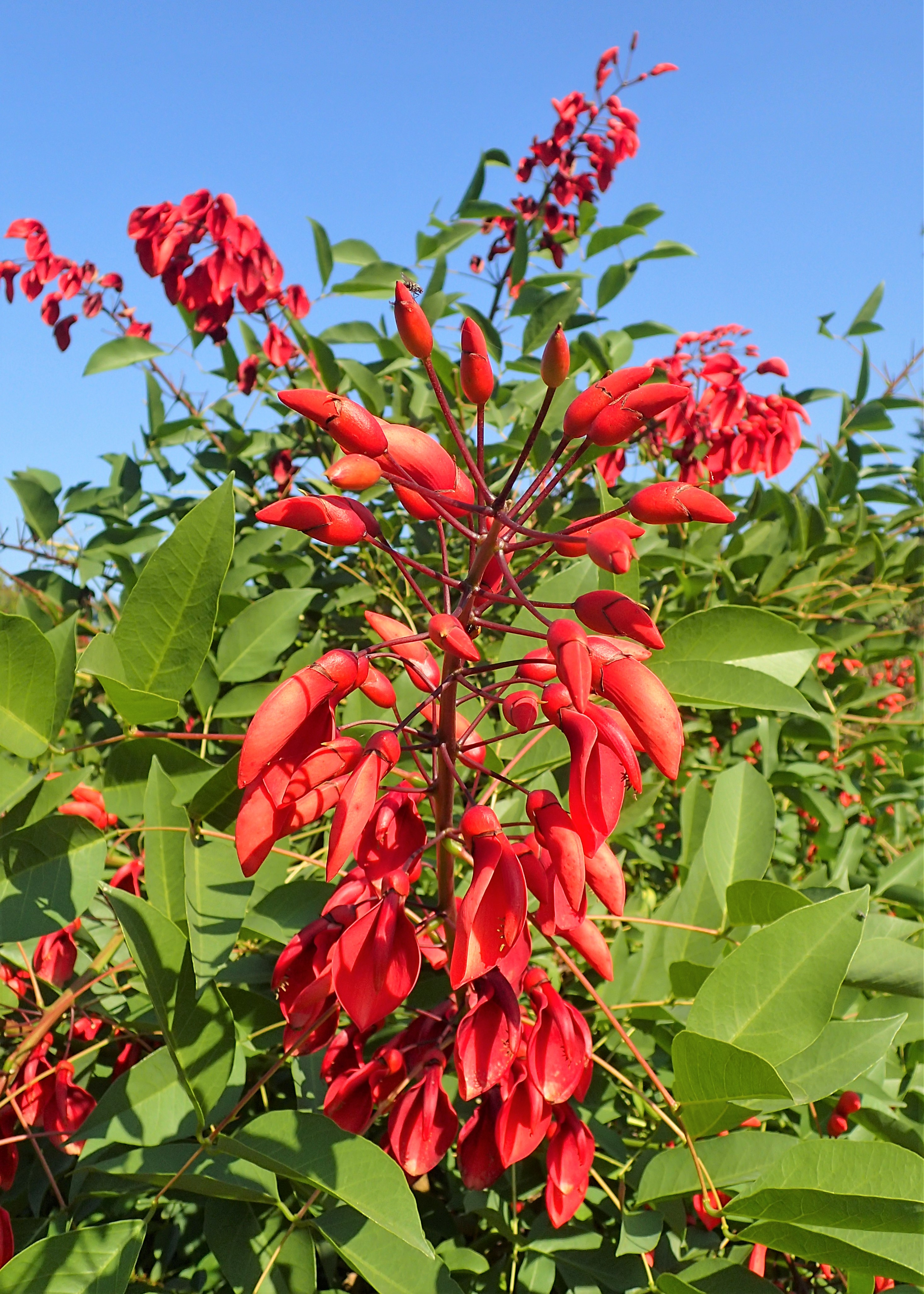
Erytryna grzebieniasta

## Fauna

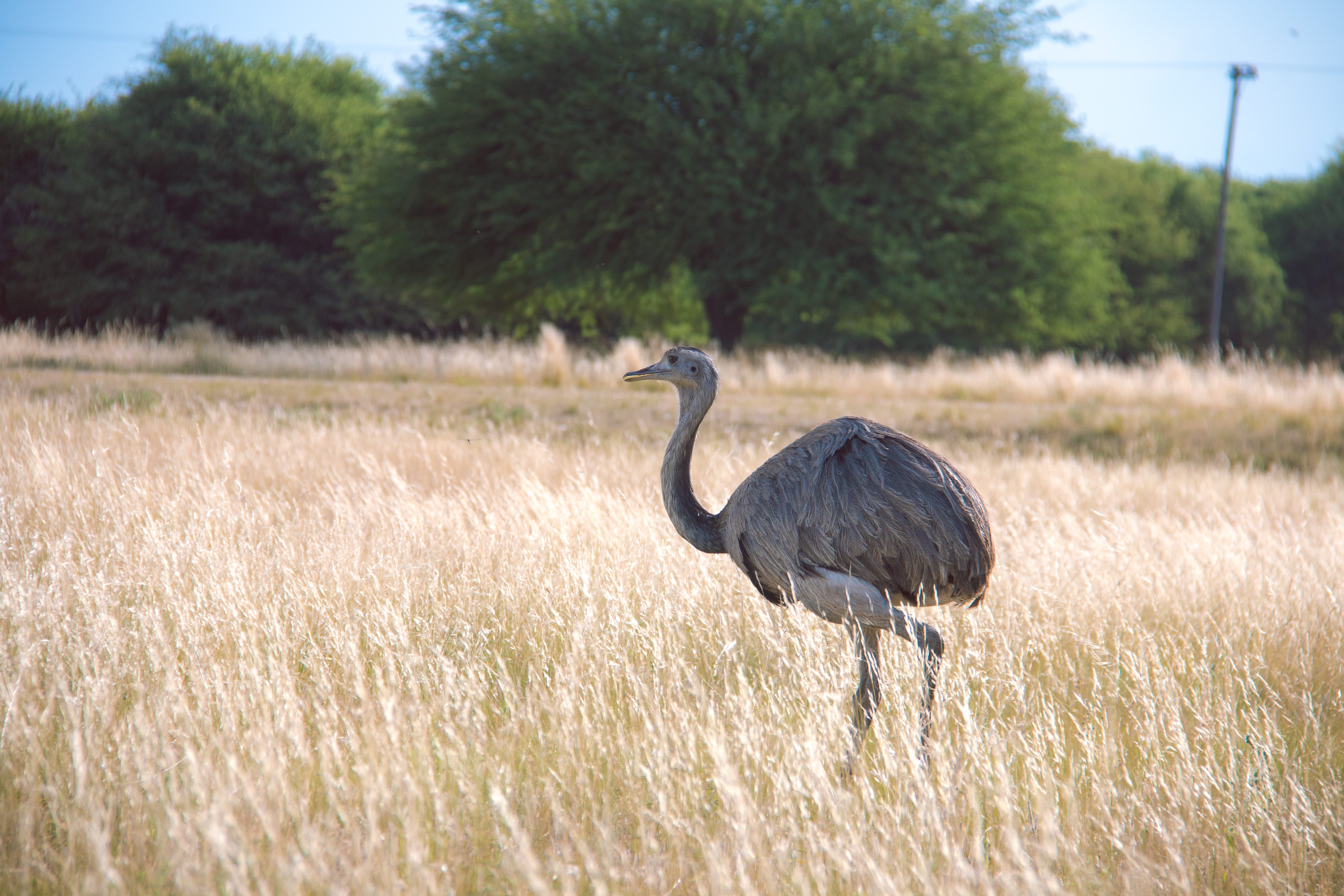
Nandu szare w Reserva natural Parque Luro

Charakterystyczną cechą fauny pampy była obfitość i zróżnicowanie gryzoni, w tym m.in. wciąż występuje tu wiskaczan wielki Lagostomus maximus, kawia brazylijska Cavia aperea, nutria amerykańska Myocastor coypus. Do zagrożonych gatunków należy sarniak pampasowy Ozotoceros bezoarticus. Innym istotnym roślinożercą w formacji jest gwanako andyjskie Lama guanicoe. Występuje tu torbacz – dydelf białouchy Didelphis albiventris. Drapieżnikami są: puma Felis concolor, ocelot argentyński Leopardus geoffroyi, nibylis pampasowy Lycalopex gymnocercus, skunksowiec andyjski Conepatus chinga i grizon mniejszy Galictis cuja. Do ptaków charakterystycznych dla formacji należą: nandu szare Rhea americana, skrzydłoszpon obrożny Chauna torquata, kusacz kreskowany Nothura maculosa, wojak pampasowy Leistes defilippii. Liczne gatunki związane są z mokradłami znajdującymi się w obrębie pampy, odgrywającymi też istotną rolę jako miejsce odpoczynku i żerowania ptaków na trasie przelotów wzdłuż kontynentu południowoamerykańskiego.
Do endemitów z fauny kręgowców należą: turzycownik Limnornis curvirostris, mewa argentyńska Larus atlanticus i Lygophis elegantissimus.

## Zagrożenia i ochrona
Pampa należy do formacji najsilniej przekształconych przez człowieka. Dotyczy to zwłaszcza pampy równinnej stanowiącej najgęściej zaludniony obszar Argentyny wraz z aglomeracją Buenos Aires. Poza obszarami zurbanizowanymi pozostały obszar użytkowany jest intensywnie rolniczo i przekształcony został na grunty orne i pastwiska. Niewielkie skrawki roślinności przypominające pampę wykształcają się miejscami na nieużytkowanych skarpach wzdłuż linii kolejowych, porzuconych przez wiele lat polach oraz w rezerwatach przyrody. Nawet tym niewielkim płatom zagraża jednak oddziaływanie pośrednie związane m.in. ze zmianami warunków wodnych. W obszarze pampy pagórkowej zachowane są nieco większe jej powierzchnie, które ze względów siedliskowych nie nadawały się dotąd do wykorzystania rolniczego, przy czym postęp technologiczny i rozwój systemów irygacyjnych sukcesywnie ogranicza ich areał.
W latach 90. XX wieku planowano wyznaczyć park narodowy w obszarze najlepiej zachowanych resztek pampy, ale nie doszło to do skutku. Zamiast tego przez obszar kluczowy dla zachowania formacji wybudowano drogi.